# Lecanora subcoarctata
Lecanora subcoarctata är en lavart som först beskrevs av C. Knight, och fick sitt nu gällande namn av Hertel. Lecanora subcoarctata ingår i släktet Lecanora och familjen Lecanoraceae.   Inga underarter finns listade i Catalogue of Life.